# Latimer (Mississipi)
Latimer és una concentració de població designada pel cens dels Estats Units a l'estat de Mississipi. Segons el cens del 2000 tenia 4.288 habitants.

## Demografia
Segons el cens del 2000, Latimer tenia 4.288 habitants, 1.468 habitatges, i 1.174 famílies. La densitat de població era de 102,1 habitants per km².
Dels 1.468 habitatges en un 41,8% hi vivien nens de menys de 18 anys, en un 65,2% hi vivien parelles casades, en un 9,7% dones solteres, i en un 20% no eren unitats familiars. En el 15,7% dels habitatges hi vivien persones soles el 4,6% de les quals corresponia a persones de 65 anys o més que vivien soles. El nombre mitjà de persones vivint en cada habitatge era de 2,92 i el nombre mitjà de persones que vivien en cada família era de 3,23.
Per edats la població es repartia de la següent manera: un 28,9% tenia menys de 18 anys, un 8,8% entre 18 i 24, un 33,5% entre 25 i 44, un 21,2% de 45 a 60 i un 7,6% 65 anys o més.
L'edat mediana era de 33 anys. Per cada 100 dones de 18 o més anys hi havia 100,9 homes.
La renda mediana per habitatge era de 43.146 $ i la renda mediana per família de 47.215 $. Els homes tenien una renda mediana de 29.492 $ mentre que les dones 22.164 $. La renda per capita de la població era de 17.551 $. Entorn del 5,6% de les famílies i el 8,1% de la població estaven per davall del llindar de pobresa.

## Poblacions properes
El següent diagrama mostra les poblacions més properes.